# پدل برد

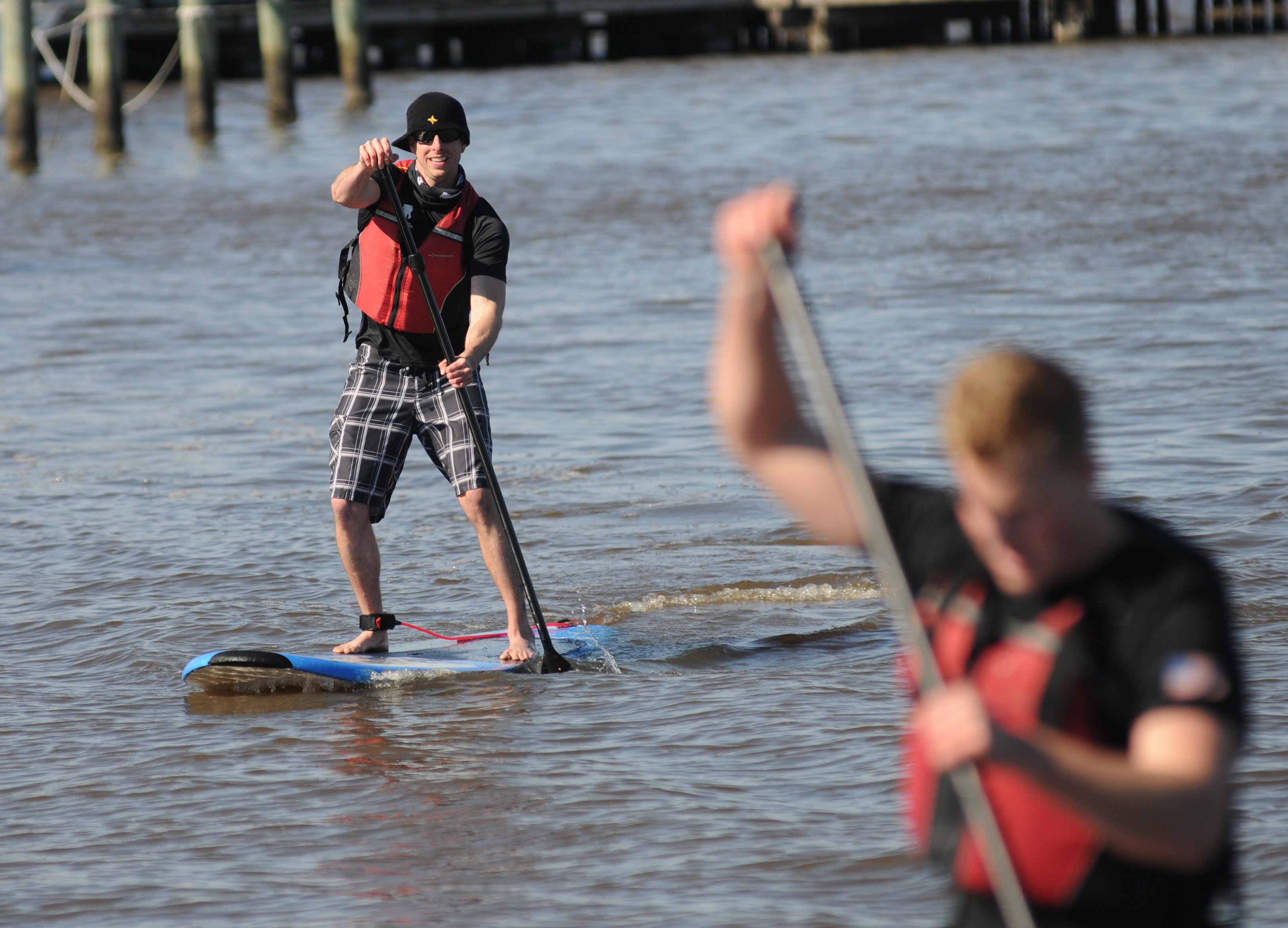
پدل برد یا پاروزنی ایستاده، ورزشی است که در دو دهه اخیر در دنیا مورد توجه قرار گرفته است.

پدل برد یا پاروزنی ایستاده که به اختصار با حروف SUP شناخته می‌شود، ورزش آبی از دسته ورزش‌های تخته‌سواری روی موج است. این ورزش اولین بار در سال ۲۰۱۳ در آمریکا به عنوان ورزشی رسمی شناخته شد. پدل برد در رشته‌های، یوگا، مسابقه سرعت، موج سواری و دریاهای آزاد استفاده می‌شود. ماهیت این ورزش از ورزش موج‌سواری گرفته شده است.

## تاریخچه
تخته‌سواری ایستاده، ورزشی است که در آن فرد تعادل خود را به وسیله یک تخته شناور روی سطح آب حفظ می‌کند. قدمت این ورزش به حدود اوایل قرن ۲۰ میلادی می‌رسد. اما اولین نشانه‌ها از فعالیت‌های مشابه نوع بشر بر روی آب‌ها، به حدود ۳۰۰۰ سال قبل از میلاد مسیح بازمی‌گردد.
تخته‌سواری به شکل مدرن امروزی در منطقه وایکیکی در یکی از سواحل هاوایی متولد شد. جان چوی مخترع پدل برد، یکی از موج سواران بنام در سال ۱۹۴۰ بود. وی به دلیل کهولت سن و عدم توانایی برخاستن روی تخته‌های موج سواری، به فکر تغییر این تخته برای راحتی بیشتر در استفاده آن افتاد. از این جهت به تخته موج سواری، یک پارو اضافه کرد و طراحی آن را کمی کشیده‌تر نمود.
جان چوی این تغییرها را صرفاً برای خودش انجام داد و انتظار استقبال از این وسیله توسط دیگر افراد را نداشت. فرزندان جان، برای یادگیری موج‌سواری به تقلید از پدر خود از پارو برای تخته‌های خود استفاده نمودند. این رفتار آنها موجب جلب نظر توریست‌های هاوایی شد. به مرور زمان، توریست‌ها با تقلید از این خانواده، از تخته‌های موج‌سواری استفاده‌هایی به‌جز موج‌سواری کردند. عکاسی، لذت پاروزنی ایستاده و کسب تجربه جدید همگی از انگیزه‌هایی بود که پدل برد، امروزی را به جهانیان معرفی کرد.

## انواع پدل برد
پدل بردها انواع مختلفی دارند، در طول دوره تکامل این ابزار تفریحی، کاربری‌های گوناگونی برای آن خلق شد که در ادامه به آن‌ها ذکر شده است:

### پدل بردهای تورینگ
از جمله این تغییرات می‌توان به افزایش طول برد برای راحتی جابجایی و تعادل در آب اشاره کرد. همچنین روی بعضی بردها مکانی برای قرارگیری کیف، ساک و لوازم جانبی برای افزایش برد (مدت استفاده) از این وسیله قرار گرفت.

دو طبیعت گرد در حال پدل بردینگ، عموماً افراد از پدل برد در آبهای آزاد و رودخانه‌ها برای جابیجایی و حتی کمپینگ استفاده می‌نمایند.

تغییر در طراحی فین‌ها (باله‌های زیرین پدل برد) نیز برای راحتی بیشتر در استفاده و کنترل پدل برد صورت گرفت. ثمره این تغییرات در نهایت سال ۲۰۱۸ با گذر یک ورزشکار بریتانیایی، در سواحل بریتانیا تا نقطه شمالی کانال بریستول به مدت زمان ۵۹ روز نتیجه داد!

### پدل بردهای یوگا (یوگا برد)
یکی دیگر از علاقه‌مندی‌ها در دنیا، استفاده از پدل بردها برای تمرین یوگا یا انجام حرکات یوگا است. با توجه به ماهیت یوگا، مبنی بر آرامش بخش بودن و تعادل و توازن جسم و فکر و همپوشانی این موارد با کاربری پدل برد، گرایش به این ورزش بیش از مقدار مورد پیش‌بینی بود. از اینرو امروزه کمپانی‌های بزرگ مانند رد، آزترون و آکواتون اقدام به تولید پدل بردهای مخصوص یوگا نمودند. این پدل بردها در فروشگاه‌های سرتاسر دنیا و ایران قابل دسترس هستند.

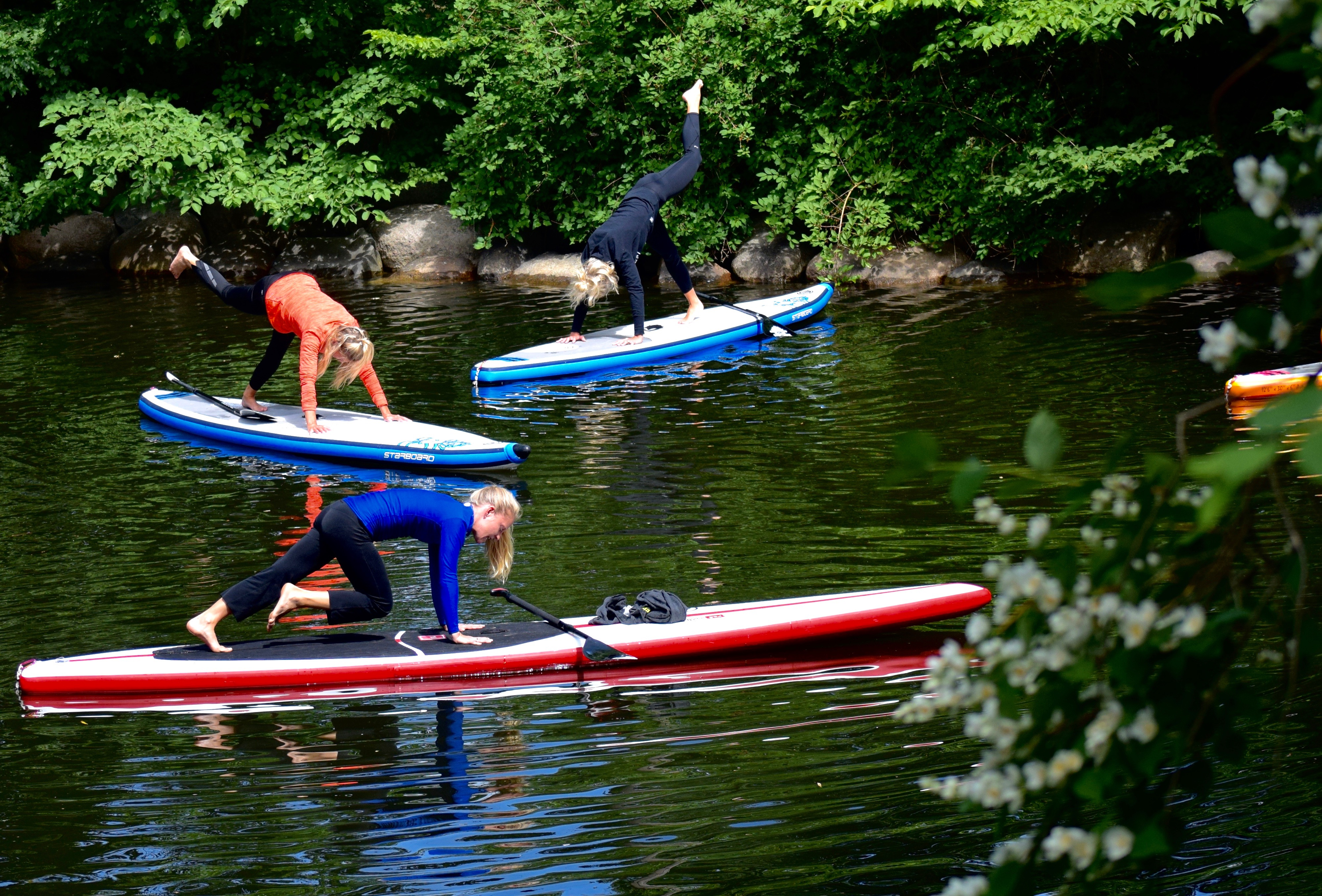
طبیعت دوستان در حال یوگا روی پدل برد در آبهای کشور سوییس.

### پدل بردهای همه‌کاره (All round)
پدل بردهای همه‌کاره، برای استفاده‌های عمومی است. نوع کاربری این نوع از بردها می‌تواند به صورت حرفه‌ای، یا غیر حرفه‌ای و آماتور باشد. به همین دلیل رویکرد به این نوع از بردها بیشتر از انواع تخصصی آن‌ها است. با پدل بردهای همه‌کاره، هم می‌توان به فعالیت ماهیگیری پرداخت و هم یوگا. همچنین برای تورینگ‌های غیر مسابقه ای نیز مناسب خواهند بود.

## استقبال عمومی
طبق گزارش سال ۲۰۱۳ فدراسیون جهانی ورزش‌های اوتدور (طبیعت) پدل برد بیشترین نرخ گرایش عمومی را در سال ۲۰۱۳ از آن خود کرده است. همچنین طبق گزارش مشابهی در سال ۲۰۱۵ حدود ۱٪ از جمعیت آمریکا معادل ۲٫۸ میلیون نفر در سال گذشته میلادی، حداقل یکبار تجربه استفاده از پدل برد را داشته‌اند.
بیشترین رویکرد به این ورزش در جوانان بین ۱۴ تا ۱۷ سال بوده و بزرگ‌ترین گروه سنی فعال در این ورزش در بازه ۲۵ الی ۴۴ سال قرار داشته‌اند.

## لوازم پدل برد

### بردهای پاروزنی (تخته پدل برد)
امروزه بیشتر بردهای عرضه شده در بازار، در اندازه‌های ۱۰ الی ۱۲ فوت هستند. بردهای بیشتر از ۱۲ فوت بیشتر در مسابقات انجام مورد استفاده قرار می‌گیرد، کما اینکه بردهای زیر ۱۰ فوت نیز برای آموزش یا استفاده کودکان مورد استفاده قرار می‌گیرد.

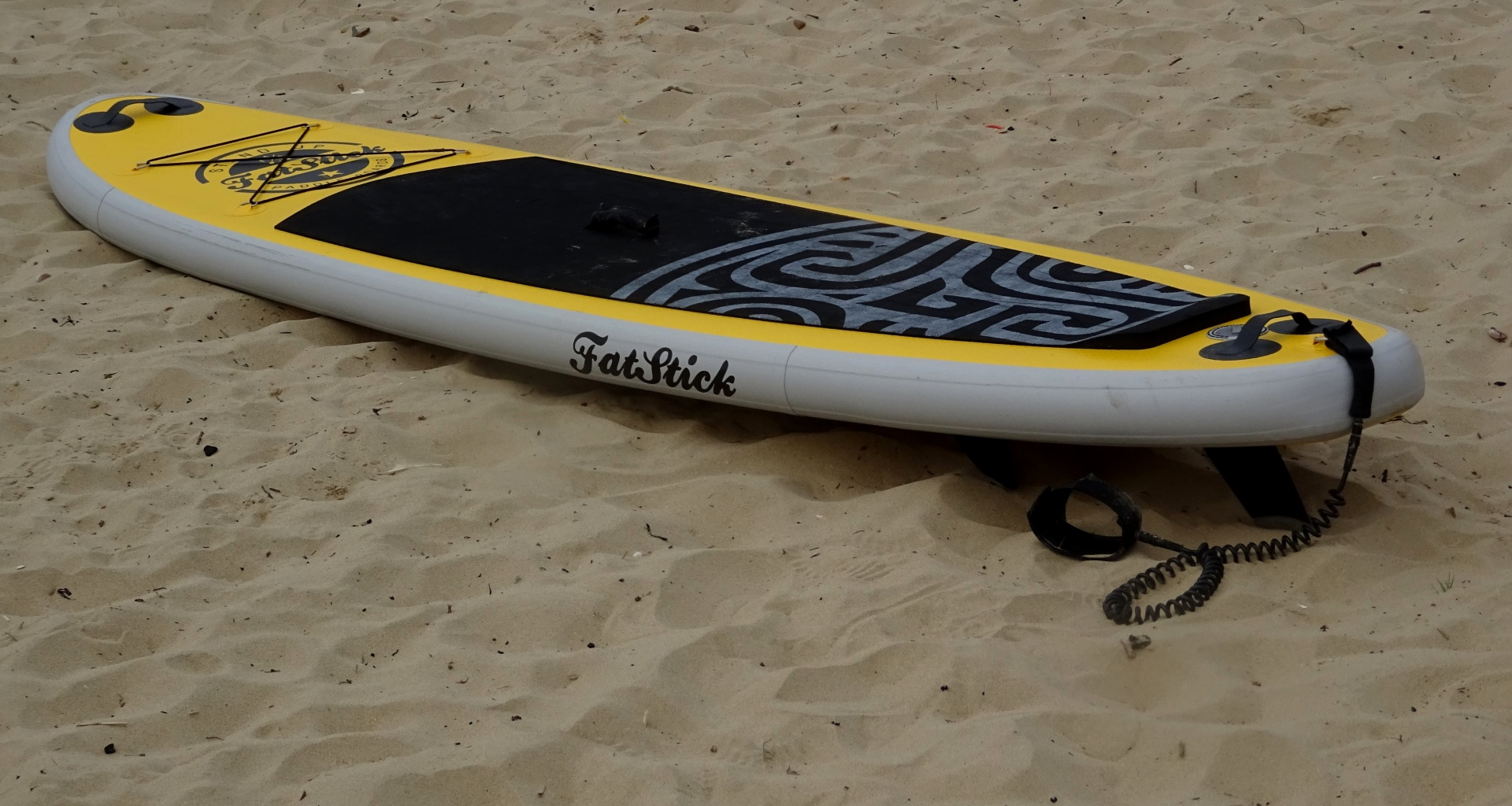
یک برد بادی موج سواری ایستاده (پدل برد)

پهنای برد نیز در انتخاب بردهای پاروزنی مؤثر است، بردهای باریک‌تر برای تحرک سریع در آب و بردهای پهن برای تعادل بیشتر مورد استفاده قرار می‌گیرند.
پدل بردهای امروزی در انواع فایبر گلاس یا PVC تولید می‌شود. بردهای فایبرگلاس سخت بوده و حالتی ثابت دارند، عموماً این بردها وزن زیادی داشته و حمل آن راحت نیست. در سال‌ها اخیر گرایش به بردهای بادی بیشتر شده، بردهای بادی در انواع یک‌لا و دو لا، عرضه می‌شوند. به راحتی قابل باد شدن بوده و حمل آن در حالت بدون باد بسیار راحت تر از انواع پدل بردهای ثابت و تخته ای است.

### پارو
از دیگر لوازم پدل برد، پاروی این وسیله است. پاروها انواع مختلفی دارند و به دلیل استفاده در حالت ایستاده، درازتر از انواع پاروی کایاک و وسیله‌های مشابه است. کمپانی‌ها پاروها را بر اساس کاربرد در انواع ثابت، تاشو با جنس‌های مختلف تولید می‌کنند. تفاوت اصلی پاروها در وزن آنها است.

### لیش (پابند)
لیش یا پابند یکی دیگر از ابزارهای ضروری در استفاده از پدل برد است. این وسیله با اتصال بدن ورزشکار به برد، از جدا شدن برد و حرکت آزادانه آن در آب جلوگیری می‌کند. این مورد از جهت ایمنی ورزشکار خصوصاً در آب‌های آزاد اهمیت ویژه‌ای دارد. در بعضی کشورها استفاده از لیش اجباری بوده و عدم استفاده از آن موجب جریمه خواهد بود.

## پدل برد در ایران
در ایران این ورزش نوظهور بوده و شناخته شده نیست. با این وجود فروشگاه‌های لوازم طبیعت گردی و کمیپنگ، اقدام به فروش این قطعات می‌کنند.

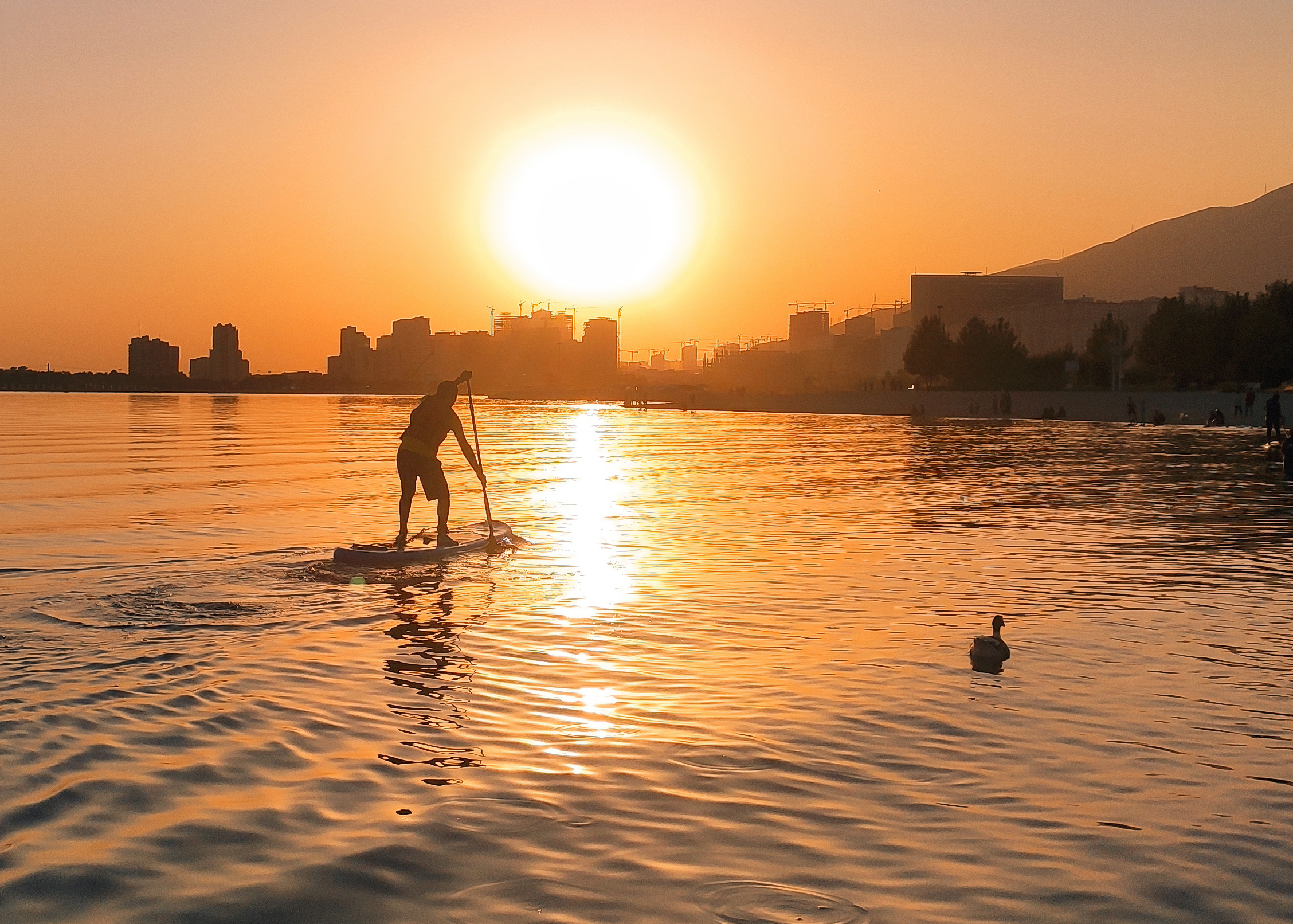
یک فرد در دریاچه چیتگر واقع در منتهی‌الیه غرب تهران، در حال استفاده از پدل برد. پدل برد یکی از تفریح‌های داغ این روزهای ایران است.

برای استفاده از پدل برد در ایران، قوانین خاصی وضع نشده است. کلیه دریاچه‌های قابل شنا، دریاهای آزاد خارج از حریم محافظت شده و مکان‌های تعیین شده جهت قایق‌رانی امکان پاروزنی و استفاده از پدل برد را برای کاربران مهیا می‌کنند.

## پدل برد در المپیک ۲۰۲۴
در اوت ۲۰۲۰ فدراسیون جهانی ورزش، اعلام کرد هر دو فردراسیون کانو و موج‌سواری می‌توانند در ورزش‌های بین‌المللی شرکت داشته باشند. همچنین ورزش پدل برد برای اولین بار در تاریخ امکان حضور در المپیک ۲۰۲۰ و ۲۰۲۴ را خواهد داشت.